# 李田田事件
2021年12月，李田田在微博上公開聲援宋庚一事件，遭到當地教育局和派出所的警告。教育局和派出所派人前往李田田家，要求其前往精神病醫院治療，在網路上引起人權相關輿論。

## 背景
李田田，中国小學语文教師、作家，湖南湘西永順縣桃子溪小學教師。2019年，李田田在微信公眾號發表文章《一群正被毁掉的鄉村孩子》質疑和批判中國扶貧中的形式主義教育，學生要應對上級檢查而耽誤教學，結果被要求連夜接受約談，永順縣教育局當時要求李田田承認自己言詞過激，引發中國大陸互聯網的關注。

## 事件過程
2021年12月17日，李田田在其微博上撰文聲援宋庚一有關質疑南京大屠殺數字的言論被網民舉報，翌日遭到湘西州永順縣教育局、公安局上門威脅她簽字認罪，但被她拒絕。次日，懷有身孕的李田田被政府強行送進當地精神病院，她晚間向友人發求助短訊後失去聯繫，友人指當地教育局和公安局人員以「發布不當言論」為由，強行登門造訪；隔天教育局人員又帶著醫生前來，以她「精神有問題」為由，要求她住院打針治療，否則就要抓捕她。19日晚間，李田田表示自己被公安局強行永順精神病院，她再次向友人發出求救訊息，引起廣大輿論。12月22日，前《環球時報》前總編胡锡进在微博發文呼籲永顺县當局交代情况。隨後李田田的母親出面發聲稱她人身平安，指送院是家人出於擔心的安排，因她情緒反覆才送醫治療，22日被轉入永順縣人民醫院，但該片段受到網友質疑。12月26日，維權律師謝陽前往探視卻受阻，隨後晚間李田田首次發文，表示自己已經出院回家並安好。
2022年1月23日，李田田在個人微信公眾號發文，宣布已經離開家鄉湘西，隨後她的微信公眾號被封禁。

## 影響
2021年12月24日，湘西自治州政府新闻办针对“湘西女教师李田田事件”发出官方通报，稱其按照其亲属意愿继续住院治疗，对其发表不当言论的行为，待出院后再依法依规进行教育劝导。针对网民质疑的相关问题，湘西自治州已成立工作组进行调查。
12月31日，中华人民共和国教育部印發文件「關於完善高校（大學院校）教師思想政治和師德師風建設工作體制機制的指導意見」，要求強化中共黨組織對高校教師的統一領導，以「正確的政治方向和價值導向」引領教師思想政治素質等全面提升。
2022年1月11日，中國維權律師謝陽被中国安全部门帶走，17日家屬收到通知，謝陽已被當局刑事拘留。疑似聲援李田田，遭到當局報復。

## 後續
2023年4月12日，本人發推特表明全家到了日本 。